# Перси, Генри, 3-й барон Перси
Генрих Перси (около 1321 — около 18 мая 1368) — английский аристократ и военачальник, 3-й барон Перси из Алника с 1352 года, хранитель Шотландских марок в 1352 и 1356 годах, шериф Нортумберленда и хранитель замка Роксборо в 1355—1357 годах, старший сын Генри Перси, 2-го барона Перси, и Идонеи де Клиффорд. При жизни отца он принимал участие в сражениях Столетней войны во Франции, в том числе в битве при Креси. После смерти отца Генри на некоторое время сосредоточился на охране англо-шотландской границы, получив ряд должностей в Северной Англии. Также он принимал участие в походе в Шотландию в 1356 году, а позже участвовал в дипломатических переговорах о заключении мира с Шотландией.
Изменившаяся ситуация на англо-шотландской границе позволила Генри вновь принять участие в войне с Францией. Он участвовал в большом походе Эдуарда III во Францию в 1359—1360 годах. После заключения мира в Бретиньи 24 октября 1360 года Перси был одним из английских магнатов в Кале, поклявшихся соблюдать его условия.

## Происхождение
Генри происходил из аристократического рода Перси. Его родоначальником был Жоселин де Лувен, младший сын графа Лувена и герцога Нижней Лотарингии Готфрида (Жоффруа) I Бородатого, происходившего из Лувенского дома, восходившего по женской линии к Каролингам. Жоселин перебрался в Англию после брака своей сестры, Аделизы Лувенской, с королём Генрихом I Боклерком, где женился на Агнес де Перси. Она происходила из англонормандского рода Перси, родоначальник которого Уильям I де Перси после нормандского завоевания обосновался в Англии, получив владения в Йоркшире, Линкольншире, Эссексе и Хэмпшире, а позже посредством брака унаследовавший также земли в Кембриджшире. Центром этих владений был замок Топклиф. После угасания первого рода Перси их владения, составлявшие феодальную баронию Топклиф, унаследовали потомки Агнес и Жоселина, принявшие родовое прозвание матери.
Потомки Жоселина, Генри Перси, получивший в 1299 году титул барона Перси, и Генри Перси, 2-й барон Перси, активно участвовали в войнах с Шотландией, значительно расширив свои владения в Северной Англии, что обеспечило Перси ведущие роли в англо-шотландском Пограничье. Центром их владений Перси стал замок Алник в Нортумберленде, купленный 1-м бароном Перси. Хотя Перси получили также владения в Шотландии, но позже они были утрачены.
2-й барон Перси был женат на Идонее де Клиффорд (умерла 24 августа 1365), дочери другого североанглийского барона — Роберта де Клиффорда, 1-го барона де Клиффорда. В этом браке родилось несколько сыновей и дочерей. Старшим из сыновей был Генри, 3-й барон Перси.

## Биография
Генри родился около 1321 года. Ещё при жизни отца он сделал карьеру в войнах, которые вёл король Эдуард III. Поскольку его отец постоянно был задействован в охране англо-шотландской границы, сам Генри смог участвовать в военных походах во Францию, где началась Столетняя война. В марте 1344 года он служил под командованием Ричарда Фицалана, 10-го графа Арундела, а 26 августа 1346 года участвовал в разгроме французской армии в битве при Креси. Затем Генри перешёл на службу к Генри Гросмонту, графу Ланкастеру, брату своей жены. Под его командованием он в июне 1347 и ноябре 1349 года служил в Гаскони.
В 1352 году умер его отец. В это время отношения Англии с Францией изменились, что не предоставило Генри тех же возможностей для расширения владений, которыми обладали отец и дед. Эдуард III охладел к идее вновь возвести на шотландский престол Эдуарда Баллиола, фактически оставив его на произвол судьбы. Гораздо важнее для английского короля было расстроить союз Шотландии с Францией, для чего он использовал тот факт, что в английском плену находился шотландский король Давид II. Но до заключения мира требовалось защищать англо-шотландскую границу, что требовало пребывание Перси в Северной Англии.
В июле 1352 года Генри был назначен хранителем Шотландских марок, а в сентябре на 2 года шерифом Нортумберленда и хранителем замка Роксборо. 30 января 1356 Перси выступал в качестве одного из свидетелей отречения Эдуарда Баллиола от прав на Шотландскую корону в пользу Эдуарда III; затем он принял участие в военном походе в Шотландию. В июле того же года король вновь назначил его хранителем Шотландских марок. В дальнейшем Перси принимал участие в переговорах с шотландцами, которые закончились заключением в октябре 1357 года Берикского мирного договора между Англией и Шотландией. В этот период между королевствами было заключено перемирие, которое не оставляло возможностей для военных действий на границе. В итоге Генри в основном занимался дипломатической деятельностью, включая затяжные переговоры об условиях выкупа Давида II и заключения постоянного мира между двумя королевствами.
Изменившаяся ситуация на англо-шотландской границе позволила Генри вновь принять участие в войне с Францией. В сентябре 1355 года он был маршалом королевской армии в Кале. В 1359—1360 годах Перси участвовал в неудачной военной экспедиции Эдуарда III, направленной на взятие Реймса и коронацию английского короля французской короной. После заключения мира в Бретиньи 24 октября 1360 года Перси был одним из английских магнатов в Кале, поклявшихся соблюдать его условия. В результате, как и в случае с Шотландией, до конца жизни у Генри больше не было возможностей проявить себя в войне против Франции.
19 октября 1364 году Генри был одним из магнатов, ставших свидетелем заключения договора о планируемом браке Эдмунда Лэнгли, графа Кембриджа, младшего сына Эдуарда III, с герцогиней Маргаритой Бургундской.
Современный Генри хронист, ведущий хронику Алникского аббатства, указывал, что Перси «был удовлетворён доменом, оставленным ему отцом, и не хотел получать ничьих земель или владений». Но данная характеристика, по мнению современных историков, не совсем точна, поскольку она игнорирует характер англо-шотландских отношений во время его жизни. У Генри не было возможностей для расширения своих владений, которые были у его отца и деда. При этом недостатка в территориальных амбициях у него не было, о чём свидетельствует второй брак, заключённый с единственной наследницей баронского манора.
Генри умер около 18 мая 1368 года, вероятно, в замке Алник и был похоронен в Алникском аббатстве. Ему наследовал старший сын Генри Перси, родившийся в первом браке с Марией Ланкастерской, дочерью Генри, 3-го графа Ланкастера.

## Семья и дети
1-я жена: с 1334 года Мария (Мэри) Ланкастерская (1320/1321 — 1 сентября 1362), дочь Генри, 3-го графа Ланкастера, и Мод Чауорт. Дети:
- Генри Перси (10 ноября 1341 — 19 февраля 1408), 4-й барон Перси в 1368—1405 годах, 1-й граф Нортумберленд в 1377—1405 годах, король острова Мэн в 1399—1405 годах[4][8][9].
- Томас Перси (около 1343 — 23 июля 1403), 1-й граф Вустер с 1397 года, адмирал Англии с 1399 года[4][8][10].
- Матильда (Мод) Перси; муж: с июня 1377 Джон де Саутери (1364/1365 — после 1383), незаконнорожденный сын короля Эдуарда III и Элис Перрерс[4].

2-я жена: с 1365 году Джоан Орреби (умерла в июле 1369), дочери Джона де Орреби, барона Орреби, и Маргарет. Дети:
- сын (умер в младенчестве)[4][7].
- Мария (Мэри) Перси (1367 — 25 августа 1394); муж: до 12 июня 1382 Джон де Рос (1363/1368 — 6 августа 1393), 5-й барон де Рос[4][7].